# Peanuts (serie animata)
Peanuts è una serie animata francese del 2014, basata sul fumetto omonimo di Charles M. Schulz; composta da 4 stagioni con 26 episodi l'uno, della durata di 7 minuti ciascuno è stata trasmessa sul canale France 3 a partire dal 9 novembre 2014.

In Italia la serie è andata in onda dal 19 settembre 2017 su Rai Gulp quasi per intero: sebbene tutti gli episodi siano stati doppiati in italiano, Rai Gulp non ha trasmesso gli ultimi quattro per esigenze di programmazione.

## Trama
Charlie Brown è un bambino sfortunato, segretamente innamorato di una ragazzina dai capelli rossi. Ha un cane, Snoopy, che usa una vecchia macchina da scrivere per creare racconti, e che talvolta si cimenta persino in sports quali il tennis in doppio e il pattinaggio su ghiaccio.
Sua sorella Sally, odia la scuola ed è innamorata (ma non ricambiata) di Linus, il migliore amico di Charlie Brown, un bambino che porta sempre con sé una coperta blu e che inizia a star male senza di essa. La sorella di Linus, Lucy, è invece una bambina estremamente scorbutica, che cerca in tutti i modi di far perdere al fratello l'abitudine della coperta e che gestisce un banco di sostegno psicologico dove Charlie Brown si reca spesso.
Spesso Charlie Brown prova a giocare a baseball o a far volare il proprio aquilone, con pessimi risultati, ma nonostante i risultati non si arrende mai e continua a impegnarsi.

## Episodi
I titoli degli episodi 68, 71, 73 e 78 hanno nomi diversi nella versione DVD e nella versione televisiva. 
| N°  | Titolo                                                          | Titolo                           | Titolo                           | Titolo                                      | Data                                        |
| N°  | V.                                                              | Prima parte                      | Seconda parte                    | Seconda parte                               | Data                                        |
| --- | --------------------------------------------------------------- | -------------------------------- | -------------------------------- | ------------------------------------------- | ------------------------------------------- |
| 1   |                                                                 | Psicologia?                      | Snoopylogia                      | Snoopylogia                                 | 29 ottobre 2015 (DVD)19 settembre 2016 (TV) |
| 2   | Problemi d'istruzione                                           | Senza soluzione                  | Senza soluzione                  | 29 ottobre 2015 (DVD)20 settembre 2016 (TV) |                                             |
| 3   | Senza dubbio                                                    | Charlie Brown                    | Charlie Brown                    | 21 settembre 2016                           |                                             |
| 4   | Fare i conti con                                                | La dura verità                   | La dura verità                   | 22 settembre 2016                           |                                             |
| 5   | La ragazzina dai                                                | Capelli rossi                    | Capelli rossi                    | 23 settembre 2016                           |                                             |
| 6   | Lezioni di sport                                                | Lezioni di vita                  | Lezioni di vita                  | 26 settembre 2016                           |                                             |
| 7   | Musica e sentimento                                             | Fanno il cuor contento           | Fanno il cuor contento           | 27 settembre 2016                           |                                             |
| 8   | A domanda rispondi                                              | Vero o falso                     | Vero o falso                     | 28 settembre 2016                           |                                             |
| 9   | Beato chi capisce                                               | I misteri dell'amore             | I misteri dell'amore             | 29 settembre 2016                           |                                             |
| 10  | Nel bene e nel male                                             | Aspettando Natale                | Aspettando Natale                | 30 settembre 2016                           |                                             |
| 11  | Vi presento                                                     | Frieda                           | Frieda                           | 3 ottobre 2016                              |                                             |
| 12  | Un giorno da cani                                               | E una notte pure                 | E una notte pure                 | 4 ottobre 2016                              |                                             |
| 13  | Una serie di                                                    | Problemi tecnici                 | Problemi tecnici                 | 5 ottobre 2016                              |                                             |
| 14  | Vi presento mister                                              | Nessuno mi ama                   | Nessuno mi ama                   | 6 ottobre 2016                              |                                             |
| 15  | Alle prese con                                                  | Una forte personalità            | Una forte personalità            | 7 ottobre 2016                              |                                             |
| 16  | Non è bello quel che è bello                                    | È bello quel che piace           | È bello quel che piace           | 10 ottobre 2016                             |                                             |
| 17  | Fuori gioco                                                     | Schiappe in campo                | Schiappe in campo                | 11 ottobre 2016                             |                                             |
| 18  | Miss Othmar                                                     | Un amore di maestra              | Un amore di maestra              | 12 ottobre 2016                             |                                             |
| 19  | Quando si dice una                                              | Istruzione da cani               | Istruzione da cani               | 13 ottobre 2016                             |                                             |
| 20  | La mia coperta                                                  | Non si tocca                     | Non si tocca                     | 14 ottobre 2016                             |                                             |
| 21  | E come sempre                                                   | Ognuno dice la sua               | Ognuno dice la sua               | 17 ottobre 2016                             |                                             |
| 22  | Vorrei tanto                                                    | Volare alto                      | Volare alto                      | 18 ottobre 2016                             |                                             |
| 23  | Rapporti d'affetto                                              | Finali d'effetto                 | Finali d'effetto                 | 19 ottobre 2016                             |                                             |
| 24  | È tutto                                                         | Nero su bianco                   | Nero su bianco                   | 20 ottobre 2016                             |                                             |
| 25  | Essere o non essere                                             | Questo è il problema             | Questo è il problema             | 21 ottobre 2016                             |                                             |
| 26  | Non sono tutte                                                  | Questioni di naso                | Questioni di naso                | 24 ottobre 2016                             |                                             |
| 27  | A Natale siamo tutti più buoni                                  | O quasi                          | O quasi                          | 28 gennaio 2016 (DVD)25 ottobre 2016 (TV)   |                                             |
| 28  | Basta la parola                                                 | Ricomincia la scuola             | Ricomincia la scuola             | 26 ottobre 2016                             |                                             |
| 29  | Una nuova amica                                                 | Ti cambia la vita                | Ti cambia la vita                | 27 ottobre 2016                             |                                             |
| 30  | Quando si dice                                                  | Scrivere da cani                 | Scrivere da cani                 | 28 ottobre 2016                             |                                             |
| 31  | Biglietti e ringraziamenti                                      | Per amici e parenti              | Per amici e parenti              | 31 ottobre 2016                             |                                             |
| 32  | Le regole del                                                   | Saper vivere e sopravvivere      | Saper vivere e sopravvivere      | 1 novembre 2016                             |                                             |
| 33  | La scuola è finita                                              | Ricomincia la vita               | Ricomincia la vita               | 2 novembre 2016                             |                                             |
| 34  | Vento, pioggia e tutto il resto è l'                            | Autunno molesto                  | Autunno molesto                  | 3 novembre 2016                             |                                             |
| 35  | Pattinare sul ghiaccio                                          | Non ti toglie d'impaccio         | Non ti toglie d'impaccio         | 4 novembre 2016                             |                                             |
| 36  | Lealtà, eleganza e correttezza nel                              | Tennis in doppio                 | Tennis in doppio                 | 7 novembre 2016                             |                                             |
| 37  | Quella peste di mia sorella                                     | Sally                            | Sally                            | 8 novembre 2016                             |                                             |
| 38  | Quando proprio non è                                            | Una giornata ideale              | Una giornata ideale              | 9 novembre 2016                             |                                             |
| 39  | Sembra proprio che sarà                                         | Un rigido inverno                | Un rigido inverno                | 10 novembre 2016                            |                                             |
| 40  | Ho molto sonno, e voi?                                          | Schiacciamo un pisolino?         | Schiacciamo un pisolino?         | 11 novembre 2016                            |                                             |
| 41  | Cibi umani e                                                    | Cibi da cani                     | Cibi da cani                     | 14 novembre 2016                            |                                             |
| 42  | Nella vita tutti abbiamo bisogno di                             | Un po' d'amore... Forse!         | Un po' d'amore... Forse!         | 15 novembre 2016                            |                                             |
| 43  | Sento profumo di San Valentino                                  | L'amore è nell'aria              | L'amore è nell'aria              | 16 novembre 2016                            |                                             |
| 44  | Votiamo tutti perché quest'episodio s'intitoli                  | Campagna elettorale              | Campagna elettorale              | 17 novembre 2016                            |                                             |
| 45  | È giunta l'ora                                                  | Tutti a scuola!                  | Tutti a scuola!                  | 18 novembre 2016                            |                                             |
| 46  | Polvere di                                                      | Pig Pen                          | Pig Pen                          | 21 novembre 2016                            |                                             |
| 47  | Due persone non dovrebbero vivere nella stessa famiglia se sono | Fratello e sorella               | Fratello e sorella               | 22 novembre 2016                            |                                             |
| 48  | La vita non è uno spasso, per fortuna c'è                       | Marcie                           | Marcie                           | 23 novembre 2016                            |                                             |
| 49  | Snoopy                                                          | Un cane per amico                | Un cane per amico                | 24 novembre 2016                            |                                             |
| 50  | Che seccatura avere                                             | Un po' di paura                  | Un po' di paura                  | 25 novembre 2016                            |                                             |
| 51  | Nulla di buono per                                              | Un buono a nulla                 | Un buono a nulla                 | 28 novembre 2016                            |                                             |
| 52  | Neve e ghiaccio per svelare                                     | I misteri di Natale              | I misteri di Natale              | 29 novembre 2016                            |                                             |
| 53  | Una coperta per amica                                           | Per tutta la vita                | Per tutta la vita                | 11 febbraio 2016 (DVD)30 novembre 2016 (TV) |                                             |
| 54  | Quando si dice                                                  | Senza parole                     | Senza parole                     | 1 dicembre 2016                             |                                             |
| 55  | Umore variabile                                                 | Con tendenza al peggioramento    | Con tendenza al peggioramento    | 2 dicembre 2016                             |                                             |
| 56  | Il migliore amico dell'uomo                                     | E di Woodstock                   | E di Woodstock                   | 5 dicembre 2016                             |                                             |
| 57  | Tutto quello che c'è da sapere sulle                            | Pulci ammaestrate                | Pulci ammaestrate                | 6 dicembre 2016                             |                                             |
| 58  | Quando si dice                                                  | Vittime della coscienza          | Vittime della coscienza          | 7 dicembre 2016                             |                                             |
| 59  | Conviene assecondare                                            | Tutte le passioni di un cane     | Tutte le passioni di un cane     | 8 dicembre 2016                             |                                             |
| 60  | Come gestire l'                                                 | Ansia da prestazione             | Ansia da prestazione             | 9 dicembre 2016                             |                                             |
| 61  | Snoopy superstar!                                               | Uno spettacolo di cane           | Uno spettacolo di cane           | 12 dicembre 2016                            |                                             |
| 62  | Dormo e son desto                                               | Musica maestro!                  | Musica maestro!                  | 13 dicembre 2016                            |                                             |
| 63  | Quando si dice                                                  | Autostima                        | Autostima                        | 14 dicembre 2016                            |                                             |
| 64  | Addestramento da cane                                           | Raccomandazioni vane             | Raccomandazioni vane             | 15 dicembre 2016                            |                                             |
| 65  | Dilettanti allo sbaraglio                                       | Professionisti per sbaglio       | Professionisti per sbaglio       | 16 dicembre 2016                            |                                             |
| 66  | Quando si dice                                                  | Missione impossibile!            | Missione impossibile!            | 19 dicembre 2016                            |                                             |
| 67  | Il fascino della follia                                         | Miete vittime                    | Miete vittime                    | 20 dicembre 2016                            |                                             |
| 68  | DVD                                                             | Una serie di                     | Eventi sfortunati o quasi        | Eventi sfortunati o quasi                   | 21 dicembre 2016                            |
| 68  | TV                                                              | Una serie di                     | Eventi sfortunati                | O quasi                                     | 21 dicembre 2016                            |
| 69  |                                                                 | Giochi invernali                 | Senza rivali                     | Senza rivali                                | 22 dicembre 2016                            |
| 70  | Il mio strano fratellino                                        | Linus                            | Linus                            | 23 dicembre 2016                            |                                             |
| 71  | DVD                                                             | Quella scorbutica di mia sorella | Lucy                             | Lucy                                        | 26 dicembre 2016                            |
| 71  | TV                                                              | Lucy                             | Quella scorbutica di mia sorella | Quella scorbutica di mia sorella            | 26 dicembre 2016                            |
| 72  |                                                                 | Malinteso d'amore                | Gioia e dolore                   | Gioia e dolore                              | 27 dicembre 2016                            |
| 73  | DVD                                                             | Chi pecora si fa                 | Lucy se lo mangia                | Lucy se lo mangia                           | 28 dicembre 2016                            |
| 73  | TV                                                              | Leave me in peace                | Leave me in peace                | Leave me in peace                           | 28 dicembre 2016                            |
| 74  |                                                                 | Quando si dice                   | Invito alla lettura              | Invito alla lettura                         | 29 dicembre 2016                            |
| 75  | Il dramma di essere                                             | L'ultimo arrivato                | L'ultimo arrivato                | 30 dicembre 2016                            |                                             |
| 76  | Parole d'amore                                                  | Per problemi di cuore            | Per problemi di cuore            | 2 gennaio 2017                              |                                             |
| 77  | A ciascuno la sua                                               | Filosofia di vita                | Filosofia di vita                | 3 gennaio 2017                              |                                             |
| 78  | DVD                                                             | Siamo a Natale e fa              | Un freddo cane!                  | Un freddo cane!                             | 4 gennaio 2017                              |
| 78  | TV                                                              | Too cold                         | Too cold                         | Too cold                                    | 4 gennaio 2017                              |
| 79  |                                                                 | Cielo a pecorelle                | Acqua a catinelle                | Acqua a catinelle                           | 5 gennaio 2017                              |
| 80  | Quando si dice                                                  | Spirito di squadra               | Spirito di squadra               | 6 gennaio 2017                              |                                             |
| 81  | Per amore                                                       | Solo per amore                   | Solo per amore                   | 9 gennaio 2017                              |                                             |
| 82  | Effetti indesiderati delle                                      | Tradizioni natalizie             | Tradizioni natalizie             | 10 gennaio 2017                             |                                             |
| 83  | Woodstock                                                       | Un amico con le ali              | Un amico con le ali              | 11 gennaio 2017                             |                                             |
| 84  | Il concetto di arte                                             | L'arte di concetto               | L'arte di concetto               | 12 gennaio 2017                             |                                             |
| 85  | Fidarsi è bene                                                  | Non fidarsi è meglio             | Non fidarsi è meglio             | 13 gennaio 2017                             |                                             |
| 86  | La scuola di domani                                             | I problemi di oggi               | I problemi di oggi               | 16 gennaio 2017                             |                                             |
| 87  | Il mio cane                                                     | Istruzioni per l'uso             | Istruzioni per l'uso             | 17 gennaio 2017                             |                                             |
| 88  | Il diritto di Replica                                           | Alla compagnia                   | Alla compagnia                   | 18 gennaio 2017                             |                                             |
| 89  | Vorrei tanto conoscere tutti                                    | I segreti delle stelle           | I segreti delle stelle           | 19 gennaio 2017                             |                                             |
| 90  | Che fortuna avere un'                                           | Amica del cuore                  | Amica del cuore                  | 20 gennaio 2017                             |                                             |
| 91  | Quando si dice                                                  | Problemi a tutto campo           | Problemi a tutto campo           | 23 gennaio 2017                             |                                             |
| 92  | Insetti                                                         | Questi sconosciuti               | Questi sconosciuti               | 24 gennaio 2017                             |                                             |
| 93  | Imparare a volare                                               | Non sempre si può fare           | Non sempre si può fare           | 25 gennaio 2017                             |                                             |
| 94  | A Natale...                                                     | Ogni regalo vale                 | Ogni regalo vale                 | 26 gennaio 2017                             |                                             |
| 95  | Attenti al cane                                                 | E a tutti gli altri              | E a tutti gli altri              | 27 gennaio 2017                             |                                             |
| 96  | Dipendenza da coperta                                           | Sai che scoperta                 | Sai che scoperta                 | 30 gennaio 2017                             |                                             |
| 97  | La ragione del difetto                                          | Il difetto della ragione         | Il difetto della ragione         | 31 gennaio 2017                             |                                             |
| 98  | Ed ecco a voi un fratello                                       | Fuori di testa                   | Fuori di testa                   | 1 febbraio 2017                             |                                             |
| 99  | Non sempre è solo questione di                                  | Impegno                          | Impegno                          | 2 febbraio 2017                             |                                             |
| 100 | Il problema che si pone fra                                     | Numeri e parole                  | Numeri e parole                  | 3 febbraio 2017                             |                                             |
| 101 | Musica classica                                                 | Effetti collaterali              | Effetti collaterali              | 8 febbraio 2018 (DVD)                       |                                             |
| 102 | Buon anno nuovo!                                                | Con diritto di recesso           | Con diritto di recesso           | 8 febbraio 2018 (DVD)                       |                                             |
| 103 | La natura si dà una mossa                                       | Pesi piuma alla riscossa         | Pesi piuma alla riscossa         | 8 febbraio 2018 (DVD)                       |                                             |
| 104 | Il richiamo della natura                                        | Molto spesso poco dura           | Molto spesso poco dura           | 8 febbraio 2018 (DVD)                       |                                             |

## Distribuzione

### Televisiva
Le date della distribuzione televisiva di Peanuts sono state:
- 9 novembre 2014 in Francia, su France 3
- 27 luglio 2015 in Messico, Discovery Kids[6]
- 16 agosto in Sud America, Discovery Kids
- 9 maggio 2016 negli Stati Uniti, Boomerang e Cartoon Network[7]
- 19 settembre in Italia, Rai Gulp

### Edizione italiana
Il doppiaggio italiano della serie animata Peanuts è stato curato dalla Dat Edizioni di Roma, su dialoghi di Linda Barani e direzione del doppiaggio di Luigi Tesei; la supervisione all'edizione italiana è stata effettuata da Sonia Farnesi per Rai Fiction.
Nei crediti finali è erroneamente segnata tra le voci italiane Monica Vulcano, che tuttavia non doppia alcun personaggio della serie.
| Personaggio                | Doppiatore originale                 | Doppiatore italiano |
| -------------------------- | ------------------------------------ | ------------------- |
| Charlie Brown              | Aiden Lewandowski                    | Gaia Bolognesi      |
| Snoopy                     | Daniel Thornton                      | (originale)         |
| Linus van Pelt             | Jude Perry                           | Laura Cosenza       |
| Lucy van Pelt              | Bella Stine                          | Tatiana Dessi       |
| Sally Brown                | Emma YarovinskyTaylor Autumn Bertman | Greta Bonetti       |
| Piperita Patty             | Lily Zager                           | Monica Bertolotti   |
| Marcie Johnson             | Taylor Autumn Bertman                | Tatiana Dessi       |
| Franklin                   | Caleel Harris                        | Tatiana Dessi       |
| Woodstock                  |                                      | (originale)         |
| Schroeder                  | Daniel Thornton                      | Patrizia Salerno    |
| Pig-Pen                    | Sage Correa                          | Patrizia Salerno    |
| Frieda (ep. 11+)           | Cassidy May Benullo                  |                     |
| Eudora (ep. 29+)           | Cassidy May Benullo                  |                     |
| Molly Volley (ep. 36)      | Lily Zager                           |                     |
| Piangina Boobie (ep. 36)   | Bella Stine                          | Greta Bonetti       |
| "Lydia" (ep. 67)           | Cassidy May Benullo                  | Barbara Pitotti     |
| Floyd (ep. 72)             |                                      | Barbara Pitotti     |
| Replica van Pelt (ep. 75+) | Finn Carr                            | Barbara Pitotti     |
| Peggy Jean (ep. 94+)       | Bella Stine                          |                     |